# 象潟テレビ中継局
象潟テレビ中継局（きさかたテレビちゅうけいきょく）は、秋田県にかほ市の旧由利郡象潟町域に置かれているテレビ中継局である。

## 概要
- 当テレビ中継局は、にかほ市象潟町大字関字大坂1番2号に置かれ、旧象潟町域などへ電波を発射している。

## 中継局概要

### デジタルテレビ
| リモコンキーID | 放送局名          | 物理チャンネル | 空中線電力 | ERP   | 放送対象地域 | 放送区域内世帯数 |
| 1              | NHK秋田総合テレビ | 43ch           | 3W         | 19W   | 秋田県       | 約4500世帯       |
| 2              | NHK秋田教育テレビ | 41ch           | 3W         | 19W   | 全国         | 約4500世帯       |
| 4              | ABS秋田放送       | 45ch           | 3W         | 18.5W | 秋田県       | 約4500世帯       |
| 5              | AAB秋田朝日放送   | 49ch           | 3W         | 18.5W | 秋田県       | 約4500世帯       |
| 8              | AKT秋田テレビ     | 47ch           | 3W         | 18.5W | 秋田県       | 約4500世帯       |

- AAB秋田朝日放送は、デジタル新局として開局した。
- 出力については、アナログ中継局と同じ為、事実上の増力となる。

#### 歴史
- 2009年4月22日 - 予備免許交付
- 2009年6月下旬 - 試験放送開始
- 2009年9月18日 - 本免許交付、同日本放送開始

### アナログテレビ
| 放送局名          | チャンネル | 空中線電力       | ERP            | 放送対象区域 | 放送区域内世帯数 |
| NHK秋田教育テレビ | 51ch       | 映像3W 音声750mW | 映像28W 音声7W | 全国         | 不明             |
| NHK秋田総合テレビ | 53ch       | 映像3W 音声750mW | 映像28W 音声7W | 秋田県       | 不明             |
| ABS秋田放送       | 55ch       | 映像3W 音声750mW | 映像28W 音声7W | 秋田県       | 不明             |
| AKT秋田テレビ     | 57ch       | 映像3W 音声750mW | 映像28W 音声7W | 秋田県       | 不明             |

- 2011年7月24日の停波を以って運用を終え、廃局となった。
- AABにはチャンネルが割り当てられていなかったため、高感度アンテナを用いて本荘中継所あるいは山形県庄内地方にアンテナを向けて同系列のYTSを受信する必要があった。